# Saint-Geoirs
Saint-Geoirs és un municipi francès situat al departament de la Isèra i a la regió d'Alvèrnia-Roine-Alps. L'any 2007 tenia 476 habitants.

## Demografia

### Població
El 2007 la població de fet de Saint-Geoirs era de 476 persones. Hi havia 178 famílies de les quals 46 eren unipersonals (27 homes vivint sols i 19 dones vivint soles), 54 parelles sense fills, 70 parelles amb fills i 8 famílies monoparentals amb fills.
La població ha evolucionat segons el següent gràfic:
Habitants censats

### Habitatges
El 2007 hi havia 232 habitatges, 189 eren l'habitatge principal de la família, 21 eren segones residències i 23 estaven desocupats. 194 eren cases i 38 eren apartaments. Dels 189 habitatges principals, 143 estaven ocupats pels seus propietaris, 37 estaven llogats i ocupats pels llogaters i 9 estaven cedits a títol gratuït; 1 tenia una cambra, 8 en tenien dues, 20 en tenien tres, 39 en tenien quatre i 121 en tenien cinc o més. 160 habitatges disposaven pel capbaix d'una plaça de pàrquing. A 73 habitatges hi havia un automòbil i a 105 n'hi havia dos o més.

### Piràmide de població
La piràmide de població per edats i sexe el 2009 era:
| Homes | Edats   | Dones |
| ----- | ------- | ----- |
| 0     | 95 o +  | 0     |
| 2     | 90 a 94 | 1     |
| 3     | 85 a 89 | 2     |
| 2     | 80 a 84 | 0     |
| 7     | 75 a 79 | 11    |
| 4     | 70 a 74 | 8     |
| 11    | 65 a 69 | 14    |
| 6     | 60 a 64 | 9     |
| 19    | 55 a 59 | 11    |
| 13    | 50 a 54 | 20    |
| 19    | 45 a 49 | 12    |
| 11    | 40 a 44 | 8     |
| 16    | 35 a 39 | 13    |
| 15    | 30 a 34 | 19    |
| 13    | 25 a 29 | 11    |
| 11    | 20 a 24 | 11    |
| 12    | 15 a 19 | 17    |
| 13    | 10 a 14 | 9     |
| 26    | 5 a 9   | 12    |
| 10    | 0 a 4   | 9     |

## Economia
El 2007 la població en edat de treballar era de 300 persones, 221 eren actives i 79 eren inactives. De les 221 persones actives 202 estaven ocupades (117 homes i 85 dones) i 20 estaven aturades (5 homes i 15 dones). De les 79 persones inactives 42 estaven jubilades, 20 estaven estudiant i 17 estaven classificades com a «altres inactius».

### Ingressos
El 2009 a Saint-Geoirs hi havia 189 unitats fiscals que integraven 483,5 persones, la mediana anual d'ingressos fiscals per persona era de 17.681 €.

### Activitats econòmiques
Dels 12 establiments que hi havia el 2007, 2 eren d'empreses de fabricació d'altres productes industrials, 2 d'empreses de construcció, 1 d'una empresa de transport, 2 d'empreses d'hostatgeria i restauració, 3 d'empreses de serveis i 2 d'empreses classificades com a «altres activitats de serveis».
Dels 5 establiments de servei als particulars que hi havia el 2009, 1 era un paleta, 1 lampisteria, 2 electricistes i 1 restaurant.
L'any 2000 a Saint-Geoirs hi havia 12 explotacions agrícoles que ocupaven un total de 264 hectàrees.

## Equipaments sanitaris i escolars
El 2009 hi havia una escola elemental integrada dins d'un grup escolar amb les comunes properes formant una escola dispersa.

## Poblacions properes
El següent diagrama mostra les poblacions més properes.